# (8395) Rembaut
(8395) Rembaut (1993 TQ23) – planetoida z pasa głównego asteroid okrążająca Słońce w ciągu 3,34 lat w średniej odległości 2,24 au. Odkryta 9 października 1993 roku.